# Emily Carr
Pour les articles homonymes, voir Carr.
Emily Carr, née le 13 décembre 1871 et morte le 2 mars 1945 à Victoria, au Canada, est une artiste peintre canadienne,.
Elle est une des artistes les plus reconnus du Canada. Ses peintures ont pour thèmes principaux les forêts de sa région, la Colombie-Britannique et l'art totémique des Autochtones (Premières Nations). La Galerie d'art de Vancouver conserve une importante collection de ses œuvres.

## Biographie
Emily Carr naît le 13 décembre 1871 à Victoria. Elle part en France en juillet 1910 avec sa sœur Alice, qui lui sert d'interprète, munie d'une lettre d'introduction que lui avait donnée Phelan Gibb (en), peintre anglais membre du cercle de Gertrude Stein, Matisse, et Picasso, afin d'y apprendre la peinture. C'est là qu'elle apprendra les techniques de Signac et des Fauves, mais ne s'initie pas encore au cubisme,.
Elle s'inscrit d'abord à l'académie Colarossi à Paris, puis, avec John Duncan Fergusson, à l'atelier Blanche, mais elle tombe malade, et est obligée de quitter Paris.
Durant l'été 1911, elle apprend que Phelan Gibb va donner des cours de peinture de paysage en pleine nature, et s'inscrit à ses cours. Elle s'installe à Crécy-en-Brie auprès de lui, et y réalisera de nombreuses toiles ainsi qu'en Breatagne, aujourd'hui dispersées dans des collections particulières et des musées canadiens (notamment à Vancouver).
De retour au Canada en 1912, elle conçoit un projet ambitieux : faire une collection de peintures et de mâts totémiques de tous les villages autochtones de la côte nord-ouest. En fait, elle s'intéresse depuis quelque temps au sort des autochtones, dont les territoires ont été récemment occupés par des colons britanniques, notamment à la suite de l'achèvement, en 1886, du chemin de fer reliant l'ouest canadien (Canadian Pacific Railway). En 1912, elle fait un grand voyage parmi les Kwakwaka'wakw, les Haida et les Tsimshian. Cela lui permet de monter une exposition, d'à peu près deux cents toiles et esquisses, qui a pour but de faire connaitre l'héritage et les traditions des Autochtones,,. Elle fait partie des pionnières dans l'introduction des courants modernistes dans le pays et dans l'exploration de l'iconographie des Premières Nations.
Avant-gardiste, elle n'eut que très peu de succès, et gagnait sa vie dans les années suivantes en louant des chambres d'hôte, en élevant des chiens, et en confectionnant de la poterie. Sa carrière reprit en 1927, alors que la Galerie nationale du Canada s'intéressait à l'art traditionnel des Autochtones. Emily Carr fut alors invitée à participer à une exposition présentée à Ottawa, Toronto, et Montréal. L'idée était de faire apparaître des liens entre l'art autochtone et celui des peintres modernes du Canada, menés par le Groupe des sept, pour établir un patrimoine national. Pendant quelques années, elle peindra des totems, dans un style cubiste, afin de rendre ce qu'elle voit comme une tragédie : la prochaine disparition de l'art autochtone totémique,,.

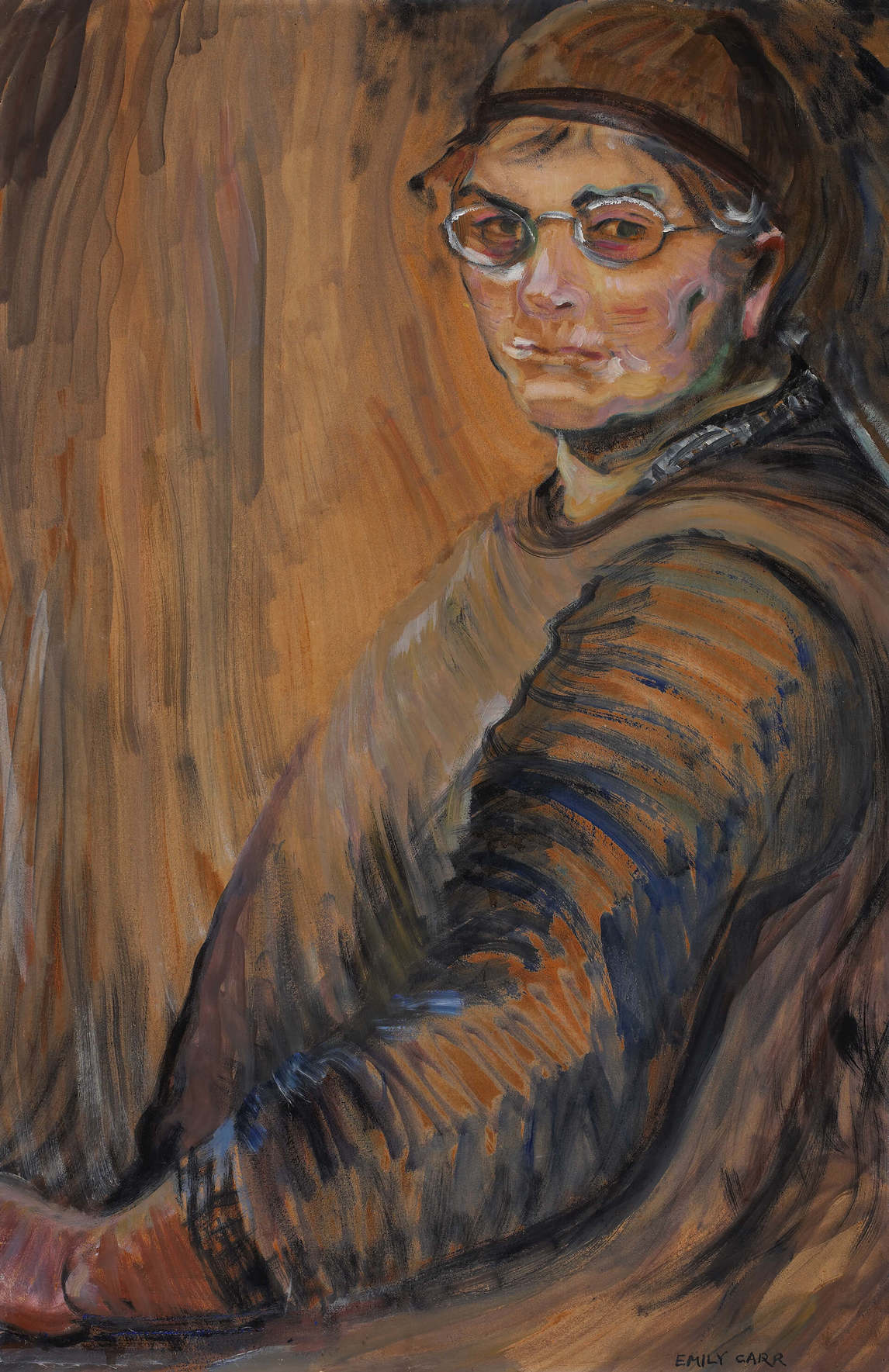
Autoportrait, 1939

Après 1932, elle se voue aux paysages de forêt, mer et montagne avec une ligne rythmique et calligraphique. Comme son voisin et collègue américain Mark Tobey, qui l'a beaucoup encouragée, elle s'ouvre à la stylisation de l'art autochtone et au pinceau fluide de l'art chinois. Elle reste fidèle, néanmoins, à la vision de Lawren Harris, chef du Groupe des sept : la peinture de paysage est destinée à donner un sens d'identité nationale aux Canadiens, et ce sens comprend une certaine spiritualité.
À 66 ans, elle subit une crise cardiaque et délaisse peu à peu ses activités de peintre. Elle se tourne alors vers l'écriture. Elle écrit plusieurs livres autobiographiques où elle revient sur ses expériences auprès des autochtones sur sa carrière d'artiste, et sur le développement rapide de la société en Colombie-Britannique. Elle obtient pour son livre Klee Wyck, publié en 1941, le Prix du Gouverneur général. Plusieurs de ses livres ont été traduits en français. Emily Carr meurt le 2 mars 1945 à Victoria.
Ses œuvres sont exposées à l'occasion à la Galerie L'Art français, aujourd'hui la Galerie Valentin de Montréal.

## Association avec le Groupe des sept (Group of Seven)
C’est en 1927, à son exposition sur le West Coast Aboriginal art, au Musée des beaux-arts du Canada, que Carr a rencontré  pour la première fois le Groupe des sept, un groupe qui à cette époque rassemblait des peintres modernes prodiges du Canada. Lawrence Harris a été un soutien particulièrement important : « You are one of us » (« Tu es l'une des nôtres ») lui a-t-il dit en l'accueillant parmi les principaux modernistes du pays. Cette rencontre a mis fin à l'isolement artistique des 15 années précédentes de Carr et l'a menée à l'une de ses périodes la plus prolifique et à la création de ses œuvres les plus marquantes. Par sa grande correspondance avec Harris, Carr avait aussi pris conscience du courant symbolique du Nord de l'Europe de même qu'elle s'était mise à l’étude de celui-ci.  
La réalisation artistique de Carr était influencée par le Groupe des sept, plus précisément par Lawrence Harris, non seulement par ses œuvres, mais sa croyance en la théosophie. Carr avait de la difficulté à se faire à cette croyance face à sa propre conception de Dieu. Sa méfiance pour l'institution religieuse a envahi son art. Elle a été influencée par les idées théosophiques, comme plusieurs autres artistes à cette époque. Carr a commencé à se former une nouvelle vision de Dieu à travers la nature. Elle menait une vie spirituelle rejetant l'Église et l'institution religieuse. Elle a peint les paysages sauvages du Canada dans un esprit mystique.

## Biographies
Une biographie complète d'Emily Carr décrivant sa vie et le développement de son art est Emily Carr : A biography by Maria Tippett, Oxford University Press, 1979  (ISBN 9780887847561). La biographie de Tippett a gagné le Governor General’s Award for English-language non-fiction en 1979.
D'autres biographies ont été publiées avec une part de fiction. La romancière Susan Vreeland a écrit The Forest Lover en 2004, en incluant des personnages n'ayant pas existé, ainsi que des faits qui n’ont peut-être pas eu lieu. Ce livre est un roman et non une biographie, basé sur des événements de la vie de Carr en utilisant celle-ci comme personnage principal, tout en modifiant d'autres personnages et la chronologie des événements. Chaque partie du roman est introduite par la reproduction d'une peinture de Carr,.
Une autre biographie d’Emily Carr, Extraordinary Canadians : Emily Carr, Penguin Group, 2011  (ISBN 978-0143055877) a été écrite par Lewis DeSoto. Étant lui-même peintre et ayant étudié à l'Université d'art et design Emily Carr à Vancouver (Emily Carr University of Art + Design), DeSoto présente toutes les étapes importantes du parcours de vie de l'artiste. Cette biographie fait partie d’une série que ce peintre et romancier a publié à propos de personnes ayant eu un impact important sur le Canada.

## Tableau retrouvé
En 2024, le marchand d'art Allen Treibitz a payé 50 dollars pour un tableau signé par Emily Carr lors d'une vente dans une grange des Hamptons. L'œuvre, intitulée Masset, Q.C.I., peinte en 1912, représente un grizzly sculpté au sommet d'un totem commémoratif. Treibitz, qui vend des œuvres d'art depuis plus de 40 ans, ne connaissait pas le travail d'Emily Carr et a dû faire quelques recherches préliminaires pour estimer la vraie valeur du tableau. David Heffel, président de la maison de vente aux enchères canadienne Heffel Fine Art, a confirmé qu'il « n’avais aucun doute sur le fait qu’il s’agissait d’une découverte passionnante digne de Cendrillon ». Selon Heffel, le tableau possède son cadre et son châssis d’origine et n'a subi aucun changement depuis qu’il était accroché dans la grange.
L'œuvre a probablement été offerte à l'amie d'Emily Carr, Nell Cozier, et à son mari dans les années 1930, originaires de la ville natale de Carr, Victoria, en Colombie-Britannique, mais qui ont ensuite déménagé dans les Hamptons pour travailler sur un grand domaine.
Le tableau sera présenté en avant-première dans les galeries Heffel de plusieurs villes avant d'être mise aux enchères le 20 novembre 2024 à Toronto. Sa valeur étant estimée entre 100 000 $ et 200 000 $.

## Signature
Emily Carr signait ses œuvres « M. E. Carr ».

## Œuvres
- Breton Church, 1906, huile sur toile, Vancouver Art Gallery
- Totem Walk at Sitka, 1907, aquarelle sur papier, 38,5 × 38,5 cm, Art Gallery of Greater Victoria
- Beacon Hill Park, 1909, aquarelle sur papier, 35,2 × 51,9 cm, Art Gallery of Greater Victoria
- Autumn in France, 1911, huile sur toile, 55,2 × 45,7 cm, Musée des beaux-arts du Canada, Ottawa, Ontario
- War Canoes in Alert Bay, 1912, huile sur toile, 63,5 × 80 cm, Audain Art Museum, Whistler
- Tanoo, 1913, huile sur toile, 110,5 × 170,8 cm, British Columbia Archives Collection, Royal B.C. Museum, Victoria
- Self-Portrait, 1924, huile sur carton épais, 39,4 × 44,9 cm, Vancouver Art Gallery
- Kitwancool, 1928, huile sur toile 83,2 × 101,6 cm, Musée Glenbow, Calgary, Alberta
- Indian Church, 1929, huile sur toile, 108,6 × 68,9 cm, Musée des beaux-arts de l'Ontario, Toronto
- Blunden Harbour Totem, vers 1930, huile sur toile, 129,8 × 93,6 cm, Musée des beaux-arts du Canada, Ottawa, Ontario
- Vanquished, 1930, huile sur toile, 92 × 129 cm, Vancouver Art Gallery
- Big Raven, 1931, huile sur toile, 87 × 114 cm. Vancouver Art Gallery.
- Forest, British Columbia, 1931-1932, huile sur toile, 130 × 86,8 cm, Vancouver Art Gallery
- Above the Gravel Pit, 1937, huile sur toile, 77,2 × 102,3 cm, Vancouver Art Gallery
- Self-Portrait, 1938-1939, huile sur papier vélin collé sur contreplaqué, 85,5 × 57,7 cm, Musée des beaux-arts du Canada, Ottawa
- Odds and Ends, 1939, huile sur toile, 67,4 × 109,5 cm, Art Gallery of Greater Victoria, Colombie-Britannique[23]
- Trees in the sky, 1939, huile sur toile, 111,6 × 68,7 cm, Musée des beaux-arts de l'Ontario, Toronto[24]

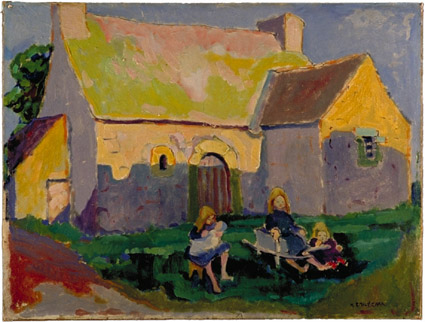
Breton Church (1906) collection particulière.
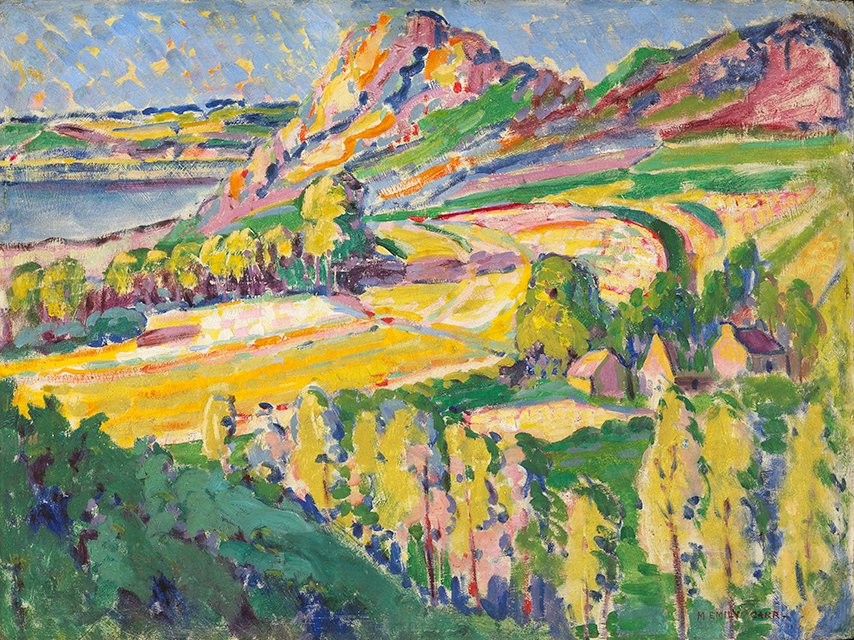
Autumn in France (1911) Musée des beaux-arts du Canada, Ottawa, Ontario.
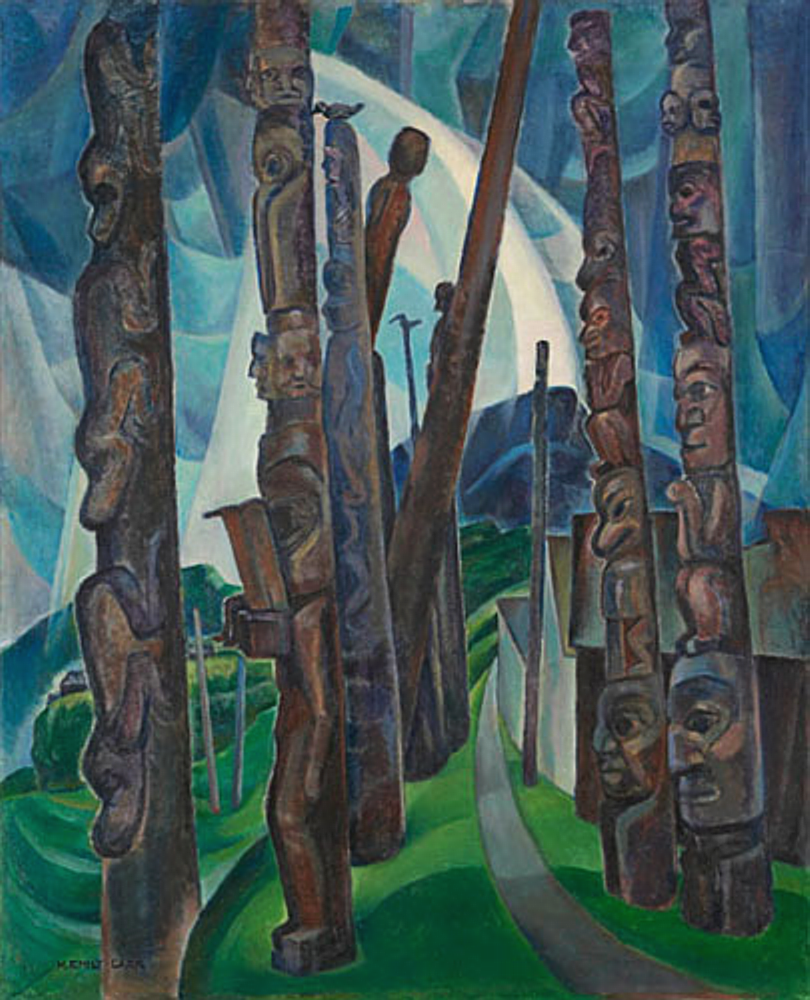
Kitwancool (1928) Glenbow Museum, Calgary, Alberta.
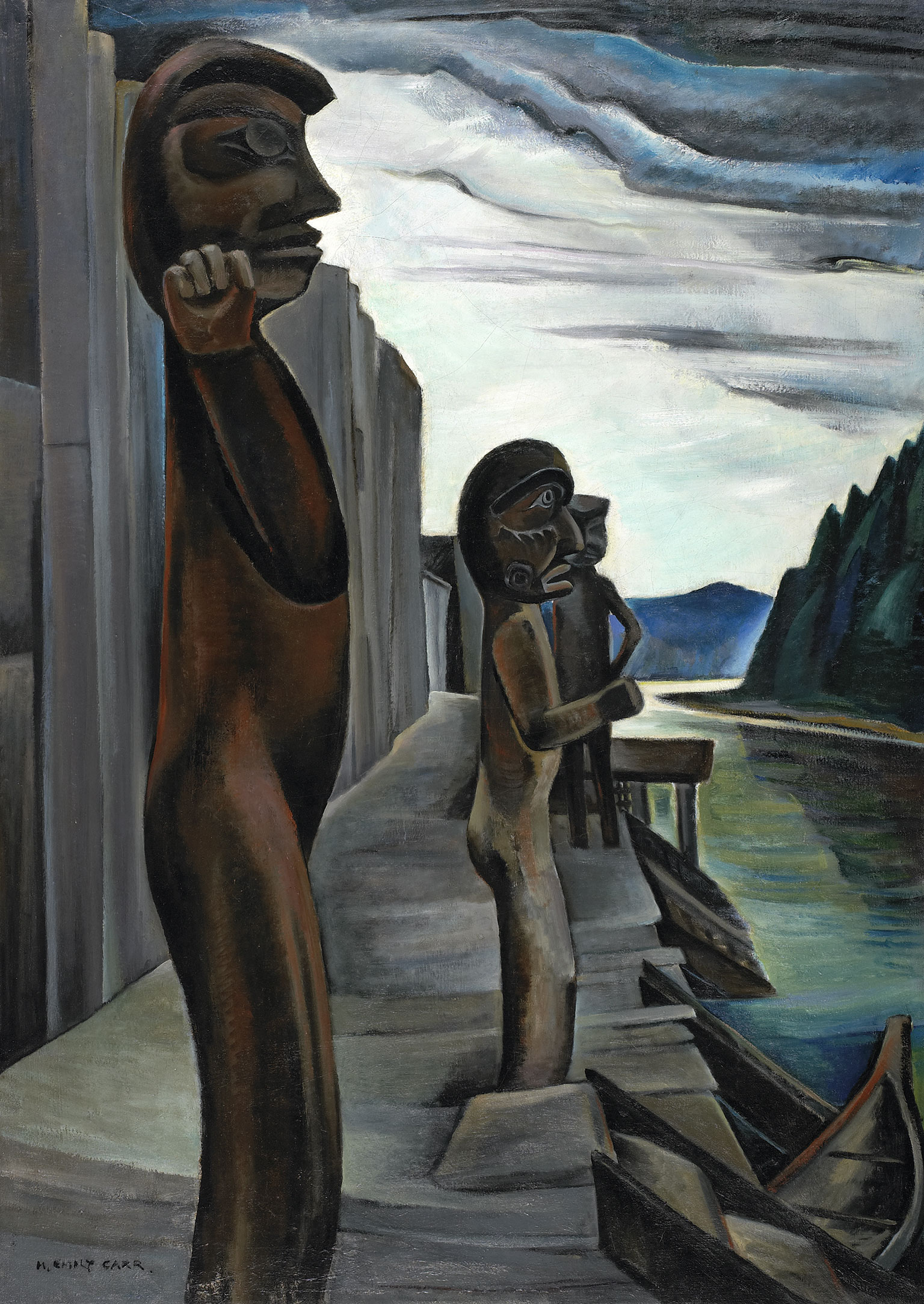
Blunden Harbour Totem vers (1930), Musée des beaux-arts du Canada, Ottawa, Ontario.
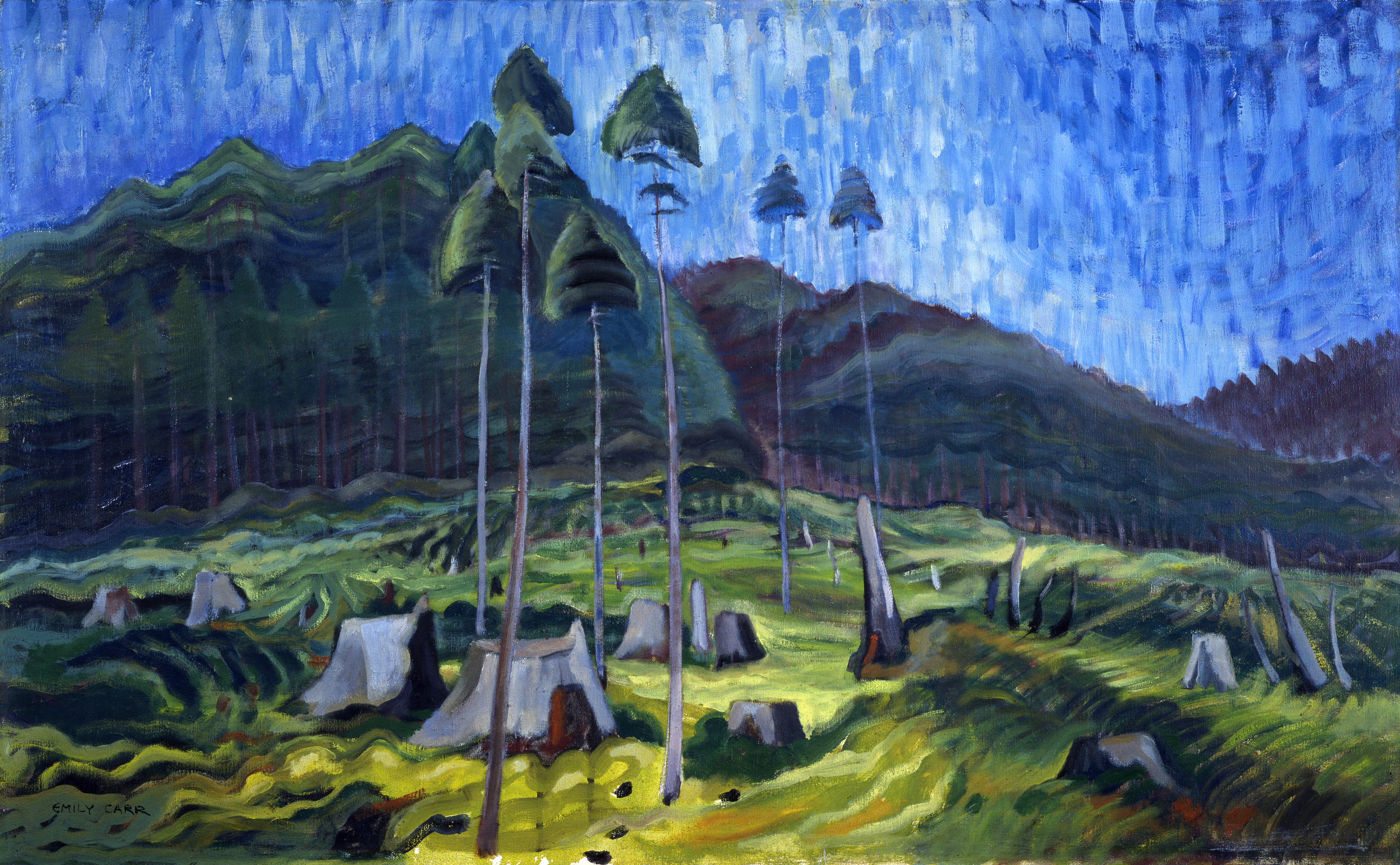
Odds and Ends (1939) Art Gallery of Greater Victoria, Victoria.

## Expositions

### Personnelles
- 1938 : Exhibition by Emily Carr, Vancouver Art Gallery.
- 1945-1946 : Emily Carr: Her Paintings and Sketches, Musée des beaux-arts de l'Ontario, Musée des beaux-arts du Canada, l'Art Association of Montreal, Vancouver Art Gallery.
- 1951 : Emily Carr Memorial Galleries, exposition d'ouverture, Vancouver Art Gallery.
- 1958 : Paintings by Emily Carr in One Hundred Years of B.C. Art, Vancouver Art Gallery.
- 1962 : The World of Emily Carr, œuvres de la Collection Newcombe, Compagnie de la Baie d'Hudson, Victoria et Vancouver.
- 1971 : Emily Carr: a centennial exhibition celebrating the one hundredth anniversary of her birth, Vancouver Art Gallery; en tournée au Musée des beaux-arts de Montréal et au Musée royal de l'Ontario, Toronto.
- 1977 : Galerie Emily Carr, exposition d'ouverture, British Columbia Archives, Victoria.
- 1979 : Emily Carr: The Mature Years - Les Années de Maturité, Vancouver Art Gallery; en tournée à la Maison du Canada, Londres, Angleterre, et au Centre Culturel Canadien, Paris, France.
- 1982 : Emily Carr: Sky Paintings, Art Gallery of Greater Victoria.
- 1990 : Emily Carr, Musée des beaux-arts du Canada, Ottawa.
- 1991 : Emily Carr in France, Vancouver Art Gallery.
- 1995-1996 : Gasoline, Oil and Paper: The 1930s Oil-on-Paper Paintings of Emily Carr, Mendel Art Gallery, Saskatoon; en tournée à l'Edmonton Art Gallery et à l'Art Gallery of Greater Victoria.
- 1998-1999 : Emily Carr: Art & Processs, Vancouver Art Gallery; en tournée à l'Art Gallery of Greater Victoria et à la Kamloops Art Gallery.
- 1999-2000 : To The Totem Forests: Emily Carr and Contemporaries Interpret Coastal Villages, Art Gallery of Greater Victoria; en tournée à la Vancouver Art Gallery et à la Kamloops Art Gallery.
- 2002 : Emily Carr: Eccentric, Artist, Author, Genius, Royal British Columbia Museum.
- 2006-2008 : Emily Carr: Nouvelles Perspectives sur une Légende Canadienne, Vancouver Art Gallery et le Musée des beaux-arts du Canada; en tournée au Musée des beaux-arts de l'Ontario, Toronto, au Musée des beaux-arts de Montréal et au Musée Glenbow, Calgary.

### Collectives
- 1911 : Grand Palais, Société du Salon d'Automne, Paris.
- 1927 : Exhibition of Canadian West Coast Art - Native and Modern, Musée des beaux-arts du Canada, Ottawa.
- 1927 : Exhibition of Canadian West Coast Art - Native and Modern, Musée royal de l'Ontario, Toronto.
- 1927 : Exhibition of Canadian West Coast Art - Native and Modern, Art Association of Montreal, Montréal.
- 1930 : Group of Seven, Musée des beaux-arts de l'Ontario.
- 1930 : Group of Seven, Art Association of Montreal.
- 1938 : A Century of Canadian Art, Tate Gallery, Londres.
- 1939-1940 : Canadian Group of Painters, Exposition universelle de New York.
- 1949 : Memorial Exhibition, Henry Art Gallery, Seattle.
- 1974 : Contemporaries of Emily Carr in British Columbia, Simon Fraser Gallery, Burnaby.
- 1983 : Visions and Victories: Ten Canadian Women Artists, London Regional Art Gallery, Ontario.
- 1986-1987 : The Advent of Modernism, High Museum of Art, Atlanta; en tournée au Center for the Fine Arts, Miami, au Brooklyn Museum et au Musée Glenbow, Calgary.
- 1987-1988 : The Expressionist Landscape: North American Modernist Painting, 1920-1947, Birmingham Museum of Art; en tournée au IBM Gallery of Science and Art, New York, à l'Everson Museum of Art, Syracuse, à l'Akron Art Museum et à la Vancouver Art Gallery.
- 1990-1991 : The Logic of Ecstasy, London Regional Art et Historical Museums (Musuem London, Ontario); en tournée à l'Art Gallery of Greater Victoria, à l'Edmonton Art Gallery, à la Mendel Art Gallery, Saskatoon, à la Beaverbrook Art Gallery, Frédéricton et à la Dalhousie Art Gallery, Halifax.
- 1990 : The True North: Canadian Landscape Painting 1896-1939, Barbican Gallery, Londres, Angleterre.
- 2001-2002 : Carr, O'Keeffe, Kahlo: Places of Their Own, Collection McMichael d'art canadien, Kleinberg; en tournée au Santa Fe Museum of Fine Arts, au National Museum of Women in Art, Washington et à la Vancouver Art Gallery.
- 2025 : Lumières du Nord, Fondation Beyeler, Bâle, Suisse[25]

## Honneurs
- 1941 : Prix du Gouverneur général[4]

## Musées et collections publiques
- Musée des beaux-arts du Canada[7]
- Musée d'art de Joliette[26]
- Vancouver Art Gallery[6]
- Art Gallery of Greater Victoria
- Musée Glenbow
- Musée des beaux-arts de l'Ontario
- Audain Art Museum